# Lamprotornis splendidus
El estornino espléndido (Lamprotornis splendidus) es una especie de ave paseriforme de la familia Sturnidae que habita en el África tropical. 

## Descripción
El estornino espéndido mide entre 28 y 30 cm de largo. Es un estornino grande y de cola de longitud media. Presenta un plumaje brillante con iridiscencias azules y verdes. Su rostro es negro y presenta listas negruzcas en alas y cola. El iris de sus ojos es blanquecino. Los juveniles son de tonos pardos sin brillo y tienen los ojos oscuros.

## Distribución y hábitat
El estornino espéndido se encuentra en las selvas tropicales y bosques de galería principalmente de África central y occidental, distribuido por Angola, Benín, Burundi, Camerún, Etiopía, Gabón, Gambia, Ghana, Guinea-Bissau Guinea-Conakri, Guinea Ecuatorial, Kenia, Liberia, Mali, Niger, Nigeria, República Centroafricana, República del Congo, República Democrática del Congo, Ruanda, Santo Tomé y Príncipe, Senegal, Sierra Leona, Sudán del Sur, Tanzania, Togo, Uganda y Zambia.
Suele encontrarse en el dosel del bosque.

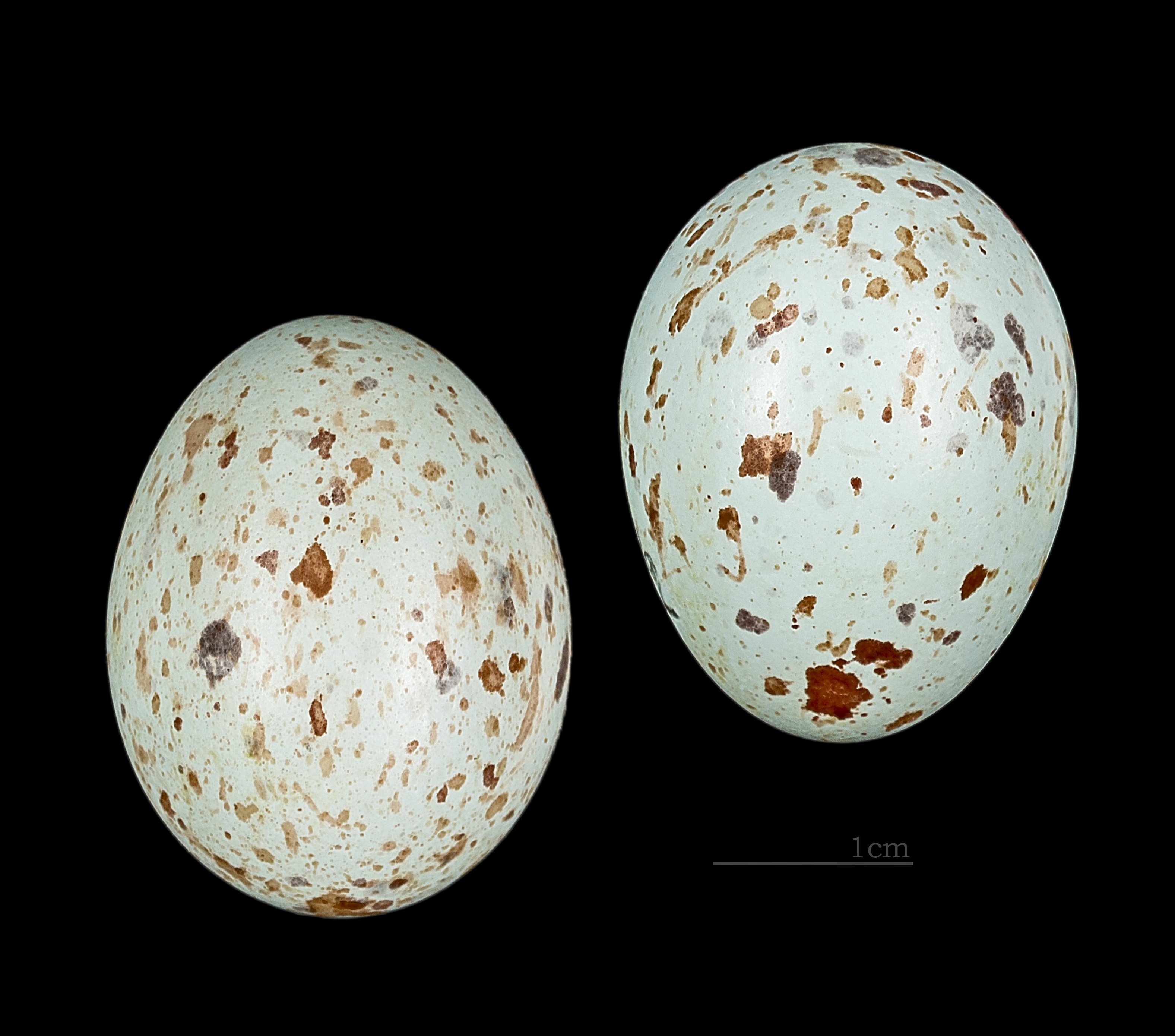
Huevos de Lamprotornis splendidus en el MHNT.